# Мркопаль
45°19′ пн. ш. 14°51′ сх. д. / 45.31° пн. ш. 14.85° сх. д.
Мркопаль (хорв. Mrkopalj) — населений пункт і громада в Приморсько-Горанській жупанії Хорватії.

## Населення
Населення громади за даними перепису 2011 року становило 1 214 осіб. Населення самого поселення становило 755 осіб.
Динаміка чисельності населення громади:
Динаміка чисельності населення центру громади:

## Населені пункти
Крім поселення Мркопаль, до громади також входять: 
- Бегово Раздолє
- Брестова Драга
- Сунгер
- Тук-Мркопальський
- Тук-Войний

## Клімат
Середня річна температура становить 6,69 °C, середня максимальна – 20,26 °C, а середня мінімальна – -7,16 °C. Середня річна кількість опадів – 1573 мм.
| Клімат поселення                              | Клімат поселення | Клімат поселення | Клімат поселення | Клімат поселення | Клімат поселення | Клімат поселення | Клімат поселення | Клімат поселення | Клімат поселення | Клімат поселення | Клімат поселення | Клімат поселення | Клімат поселення |
| Показник                                      | Січ.             | Лют.             | Бер.             | Квіт.            | Трав.            | Черв.            | Лип.             | Серп.            | Вер.             | Жовт.            | Лист.            | Груд.            |                  |
| Середній максимум, °C                         | 3,39             | 4,01             | 6,65             | 10,39            | 15,15            | 18,90            | 20,26            | 20,18            | 16,55            | 12,24            | 7,16             | 2,98             |                  |
| Середня температура, °C                       | −1,88            | −1,28            | 1,38             | 5,13             | 9,87             | 13,64            | 15,93            | 15,84            | 12,23            | 7,90             | 2,84             | −1,34            |                  |
| Середній мінімум, °C                          | −7,16            | −6,55            | −3,88            | −0,14            | 4,60             | 8,38             | 11,60            | 11,53            | 7,91             | 3,58             | −1,49            | −5,67            |                  |
| Норма опадів, мм                              | 101              | 103              | 119              | 137              | 119              | 137              | 99               | 118              | 142              | 171              | 184              | 143              |                  |
| Середньомісячна швидкість вітру, м/с          | 3.19             | 3.34             | 3.40             | 3.14             | 2.94             | 2.75             | 2.61             | 2.66             | 2.78             | 3.08             | 3.38             | 3.44             |                  |
| Середньомісячна сонячна радіація, кДж/м²·день | 4378             | 7127             | 10362            | 14602            | 18688            | 20208            | 21629            | 18284            | 13600            | 8959             | 4775             | 3678             |                  |
| --------------------------------------------- | ---------------- | ---------------- | ---------------- | ---------------- | ---------------- | ---------------- | ---------------- | ---------------- | ---------------- | ---------------- | ---------------- | ---------------- | ---------------- |
| Джерело:                                      |                  |                  |                  |                  |                  |                  |                  |                  |                  |                  |                  |                  |                  |